# ستاينشار
ستاينشار (بالنرويجية: Steinkjer) هي مدينة وبلدية في مقاطعة تروندلاغ، النرويج. تقع المدينة على الجزء الداخلي من خلل تروندهايم. تُعتبر ستاينشار أكبر مدينة في المقاطعة ومقر المجلس الإداري لها، وثاني أكبر بلدية من حيث عدد سكان بعد ستيوردال.

## التسمية
سُمّيت المدينة باسم مزرعة ستاينشار القديمة، لأنها بنيت على أرض المزرعة. الجزء الأول من الاسم هو ستاين (stein) ويعني «الحجر» أو «الصخر»، والجزء الأخير هو شار (kjer) ويعني «حاجز لصيد الأسماك».

## النقل

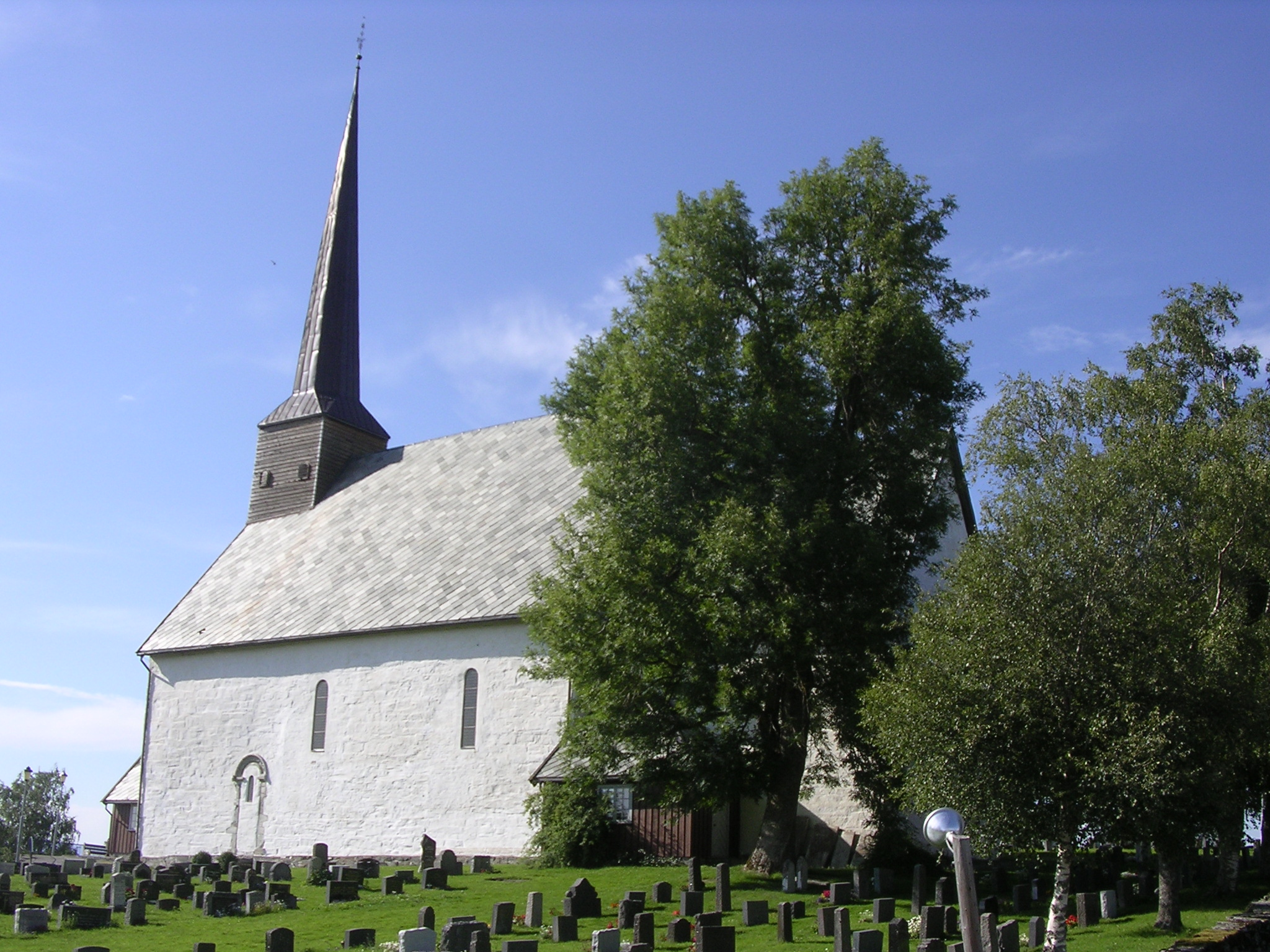
كنيسة من القرون الوسطى